# Crassula rubricaulis
Crassula rubricaulis är en fetbladsväxtart som beskrevs av Christian Friedrich Frederik Ecklon och Zeyh.. Crassula rubricaulis ingår i släktet krassulor, och familjen fetbladsväxter. Inga underarter finns listade i Catalogue of Life.

## Bildgalleri

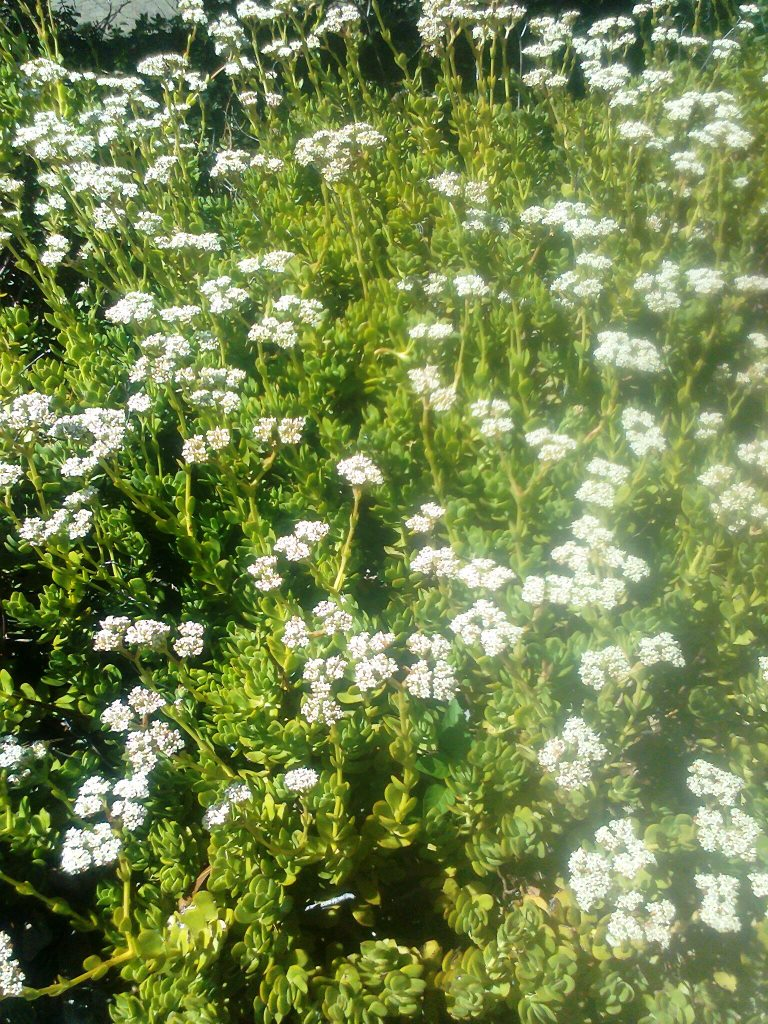